# Salutorget
För andra betydelser, se Salutorget (olika betydelser).

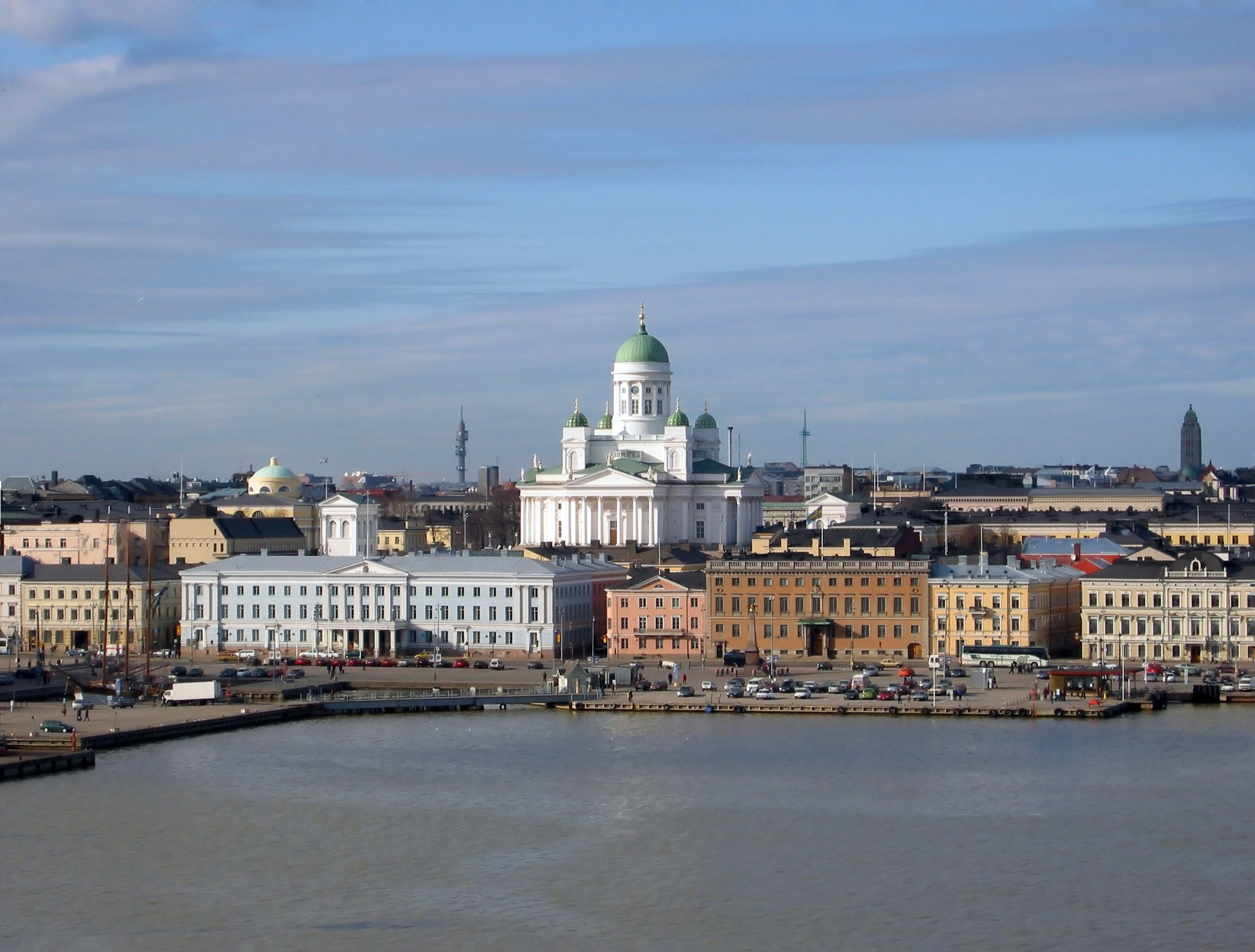
Salutorget i Helsingfors, mars 2002. I förgrunden Kolerabassängen, i bakgrunden Helsingfors domkyrka

Salutorget (finska: Kauppatori) är ett torg i centrala Helsingfors. Torget är det största i staden och mycket populärt bland turister. Salutorget gränsar i norr till Norra Esplanaden och i söder till havet. 
På Salutorget förekommer det både normal torgförsäljning och suvenirförsäljning för de många turister som besöker torget. Första veckan i oktober ordnas traditionell Strömmingsmarknad, ett evenemang med anor från 1700-talet. Stora publikevenemang förekommer också emellanåt på Salutorget, som till exempel firandet av Finlands guldmedalj i VM i ishockey 1995, Lordis seger i Eurovision Song Contest 2006 samt Finlands VM-guld i ishockey 2011.

## Historik
Ända fram till 1800-talets början var Salutorget en lerig strand med fiskebryggor. Omgivningens fiskare brukade ta i land vid bryggorna och sälja sin fisk till Helsingforsborna. På den tiden användes Stortorget (nuvarande Senatstorget) som huvudsakligt salutorg. 
I början på 1800-talet, då Helsingfors centrum byggdes om enligt stadsplanen från år 1812, blev Salutorget stadens handelsplats, medan Stortorget byggdes om till Senatstorget och fick en mera ceremoniell användning. Man var tvungen att köra mycket jordmassor till stranden och det nya torget för att bygga kajplatser som var lämpliga för handel. Tre bassänger byggdes: Slottsbassängen för Sveaborgs trafik, Kolerabassängen för fiskebåtar och Estbassängen för ångfartyg. Skatuddens kanal byggdes samtidigt. 
På 1890-talet anlades ett järnvägsspår till Skatuddens hamn över Salutorget och två öppningsbara broar byggdes över Kolerabassängens öppning och över Skatuddens kanal. Järnvägspåret revs upp på 1980-talet. 

## Sevärdheter och byggnader
- Kejsarinnans sten, som uppfördes till minne av den ryska kejsarinnan Alexandras besök år 1835 tillsammans med tsar Nikolaj I.
- Statyn Havis Amanda, skapad av Ville Vallgren, 1906
- Gamla Saluhallen, ritad av Gustaf Nyström, 1889
- Helsingfors stadshus, ritat av  Carl Ludvig Engel, 1833
- Sveriges ambassad, ritat av A.F. Granstedt, 1839-1842, med ombyggnad ritad av Torben Grut, 1922-1923
- Högsta domstolens palats, ritad av F.A. Sjöström, 1883
- Presidentens slott, ritad av Carl Ludvig Engel, 1843
- UPMs huvudkontor, ritad av Karl Lindahl, 1912
- Stora Ensos huvudkontor, ritat av Alvar Aalto, 1962